# تامانو، اوکایاما
تامانو در استان اوکایاما در کشور ژاپن  واقع شده‌است  که دارای جمعیت ۶۵٬۷۲۳ نفر و مساحت ۱۰۳٫۶۳ کیلومتر مربع با تراکم جمعیت ۶۳۴  نفر در کیلومترمربع است و در تاریخ ۳ اوت ۱۹۴۰ به عنوان شهر شناخته شد.